# Josef Konvalina
Josef Konvalina (15. srpna 1908 Blížkovice – 4. srpna 1985 Znojmo) byl český a československý rolník, politik a člen Československé strany lidové, za kterou byl po roce 1945 poslancem Prozatímního a Ústavodárného Národního shromáždění.

## Biografie
Pocházel z rodiny malorolníka, vystudoval dvouletou hospodářskou školu a až do roku 1960 působil jako soukromě hospodařící rolník na středně velkém hospodářství v Blížkovicích u Moravských Budějovic. Od poloviny 20. let se angažoval v katolické mládeži a dotáhl to až do jejích ústředních struktur. Roku 1938 byl zvolen do Moravskoslezského zemského zastupitelstva za ČSL.
V letech 1945–1946 byl poslancem Prozatímního Národního shromáždění za lidovce. Po parlamentních volbách v roce 1946 se stal poslancem Ústavodárného Národního shromáždění. Zde setrval až do parlamentních voleb roku 1948.
Po únoru 1948 byl akčními výbory vyloučen z politického života. Kvůli svému špatnému zdravotnímu stavu nebyl vystaven osobní perzekuci, ale jeho manželka přišla o místo učitelky. Po celá 50. léta odolával tlaku na vstup do JZD. Až v roce 1960 do něj vstoupil a manuálně pracoval v živočišné výrobě, a to až do odchodu do penze v roce 1968. V tomto přelomovém roce se i nakrátko opět zúčastnil stranického života v ČSL a zasedl v jejím okresním výboru. S nástupem normalizace však o politiku přestal mít zájem.